# 溴化钴
溴化钴是一种无机化合物，化学式为CoBr2，可溶于水。

## 性质
无水溴化钴是绿色晶体，六水合物在100 °C失水，得到二水合物：
CoBr2.6H2O   →   CoBr2·2H2O  +  4 H2O
二水合物在130 °C完全失水，得到无水物
CoBr2·2H2O → CoBr2   +  2 H2O
无水物的熔点为678 °C，在更高温度和氧反应，形成四氧化三钴并放出溴蒸气。
溴化钴和氨水反应，形成二价的钴氨配合物，该配合物经过氧化氢氧化，得到稳定的三价钴配合物二溴化一溴五氨合钴(III)：
2 CoBr2  +  8 NH3  +  2 NH4Br  +  H2O2   →    2 [Co(NH3)5Br]Br2  +  2 H2O

## 制备
溴化钴可以通过氢氧化钴和氢溴酸反应得到：
Co(OH)2(s) + 2 HBr(aq) → CoBr2 + 2 H2O
无水溴化钴可以由钴和液溴反应得到。